# 班科格爾山
46°46′1″N 10°59′35″E / 46.76694°N 10.99306°E
班科格爾山（德語：Bankkogel），是中歐的山峰，位於奧地利和意大利接壤的邊境，屬於奧茨塔爾阿爾卑斯山脈的一部分，距離法爾順格峰0.4公里，海拔高度3,311米。